# Portaavions Zuikaku
El Zuikaku (Japonès: 瑞鶴, "Grua Propicia") era un portaavions de classe Shōkaku, que formava part de la Marina Imperial Japonesa. Els seus avions van formar part de l'atac a Pearl Harbor, el qual va portar els Estats Units d'Amèrica a la Guerra del Pacífic i a la Segona Guerra Mundial. Va participar en la majoria de les grans batalles de la guerra, abans de ser enfonsat dirant la batalla del Golf de Leyte.
Va ser un dels sis portaavions que va participar en l'atac a Pearl Harbor, Zuikaku va ser l'últim en ser enfonsat en la guerra (quatre van ser enfonsats en la batalla de Midway, i el Shōkaku en la Batalla del Mar de les Filipines).

## Historial de servei

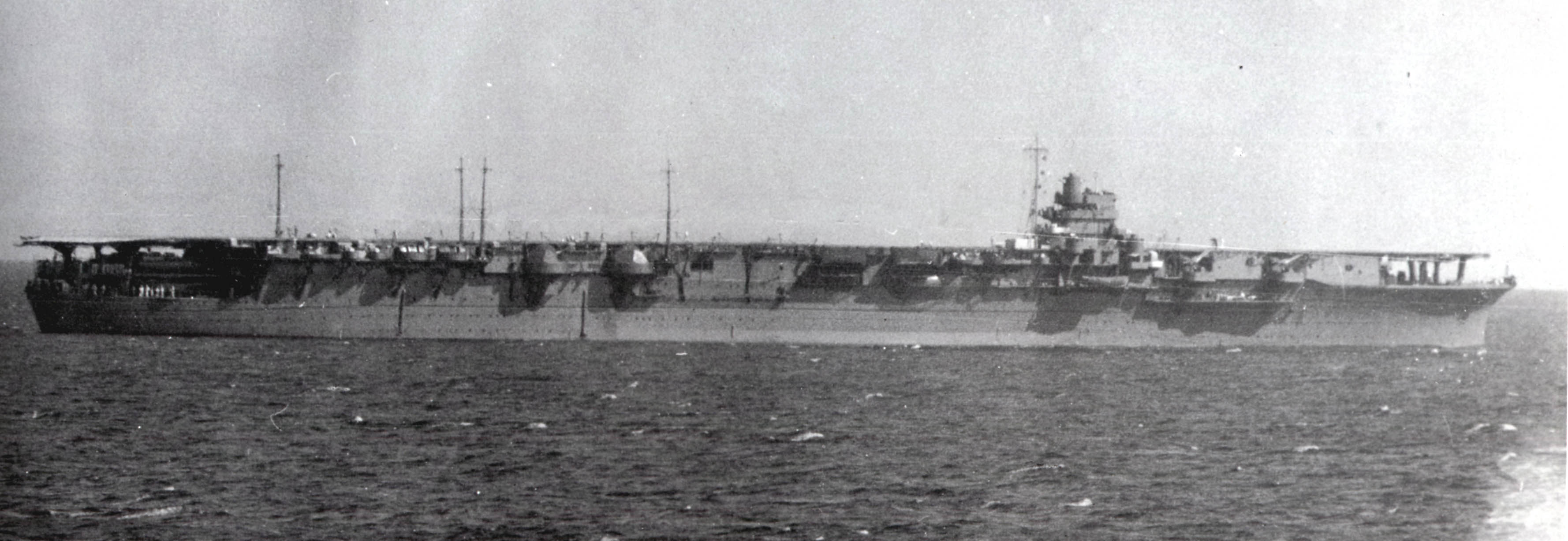
El Zuikaku el novembre de 1941.

En 1941, el Zuikaku, sota el comandament del Capità Yokokawa Ichibei, el Zuikaku i seu vaixell germà, el Shōkaku, formaven la Divisió de Portaavions 5 de la Marina Imperial Japonesa. En el 26 e novembre den1941, el Zuikaku va deixar el port de la badia de Hitokappu, per a l'atac a Pearl Harbor, com a part de la "Kido Butai ("Força Mòbil"). La força del portaavions Zuikaku estava composta per les seves bateries de canons i la seva força aèria. La última, estava composta per 18 avions de combat Mitsubishi A6M, 27 bombarders en picat Aichi D3A, i 27 bombarders torpediners Nakajima B5N. El 7 de desembre, va llançar dues onades d'avions contra instal·lacions americanes a l'illa d'Oahu. En la primera ona, 25 bombarders en picat van atacar l'aeròdrom de l'exèrcit de Wheeler i cinc avions de combat van atacar la base aèria a Kaneohe. En la segona onada, 27 bombarders torpediners, armats amb bombes, van atacar la base aèria de Hickam i 17 bombarders en picat van atacar als cuirassats USS California (BB-44) i el USS Maryland (BB-46) a "Battleship Row", a Pearl Harbor. El California va ser enfonsat, i el Maryland va acabar escapant de Pearl Harbor amb danys moderats.
Els avions del Zuikaku també van atacar bases australianes en la batalla de Rabaul, en el 20 de gener de 1942 i també van atacar a Lae, Nova Guinea el 21 de gener del mateix any. En abril de 1942, el portaavions va prendre part en la Incursió en l'Oceà Índic, atacant a bases navals britàniques a Colombo i en Trincomalee, en Sri Lanka, i va atacar i enfonsar en portaavions britànic de la Marina Real HMS Hermes (D95) i el HMS Dorsetshire (40), amb l'ajut dels avions del Shōkaku.

### Batalla del Mar del Coral
En maig de 1942, el Zuikakuva ser assignat a donar suport a l'Operació Mo, juny amb el Shōkaku, la invasió de Port Moresby, Nova Guinea. Els portaavions USS Yorktown (CV-5) i el USS Lexington (CV-2) van ser alertats per a parar aquesta operació japonesa, gràcies a que els missatges encriptats de la Marina Imperial Japonesa, van ser interceptats i desxifrats per les forces Aliades. En el 8 de maig de 1942, durant la Batalla del Mar del Coral, les forces principals de portaavions Aliades i Japoneses es van trobar, i van començar a llançar atacs aeris els uns als altres, els quals es van trobar en l'aire. Amagat per torbonada, el Zuikaku va escapar dels bombardejos ja que no va ser detectat; al contrari, el Shōkaku va ser impactat per tres bombes, el que va deixar inutilitzada la pista del portaavions (enlairar-se i aterrar). A la vegada, bombarders en picar i bombarders torpeders, van impactar el portaavions americà Lexington, el qual va ser enfonsat més tard per un destructor d'escorta, mitjançant torpedes. El Zuikaku va sortir sense rebre cap atac, però va rebre grans baixes en les seves forces aèries, tant en avions com en pilots i operadors d'aquests. Això va fer que el Zuikaku i el Shōkaku tornessin al Japó per a reabastir-se de materials, entrenar nova tripulació i nous avions. Donades les circumstàncies en què es trobaven, cap dels dos portaavions (Zuikaku i Shōkaku) van poder participar en la batalla de Midway, en juny de 1942.

### Batalla de Guadalcanal
En agost de 1942, el Capità Tameteru Notomo va comandar el Zuikakucom a part de la Primera Divisió de Portaavions, junt amb el recent reparat Shōkaku i el portaavions lleuger Zuihō per a oposar-se a l'ofensiva americana en la Campanya de Guadalcanal (en les Illes Salomon). En el 24 d'agost de 1942, en la Batalla de les Illes Salomon de l'Est, els avions del Zuikaku van danyar el portaavions americà USS Enterprise (CV-6). El Zuikaku va estar basat a la base de Truk, en l'estat de Chuuk pels següents mesos.
El 26 d'octubre de 1942, en la Batalla de les Illes de Santa Cruz, els avions del Zuikaku van tornar a danyar al portaavions americà Enterprise, i va danyar de mort al USS Hornet (CV-8) (el qual va ser abandonat per la seva tripulació abans que els japonesos el rematessin amb els seus destructors, cosa que van acabar fent després d'un intent fallit. A pesar d'això, el Shōkakui el Zuihō van ser danyats en aquesta operació, degut als atacs aeris americans, pel que el Zuikaku va ser l'encarregat de recuperar els seuz avions i els dels altres dos portaavions, els quals no es trobaven en condicions de recuperar-los (degut als atacs americans). Dels 110 avions llançats pels tres portaavions japonesos, només 67 van tornar al Zuikaku. Va retornar al Japó una altra vegada per a recarregar els seus avions, municions, equipament i per a entrenar els seus nous pilots.

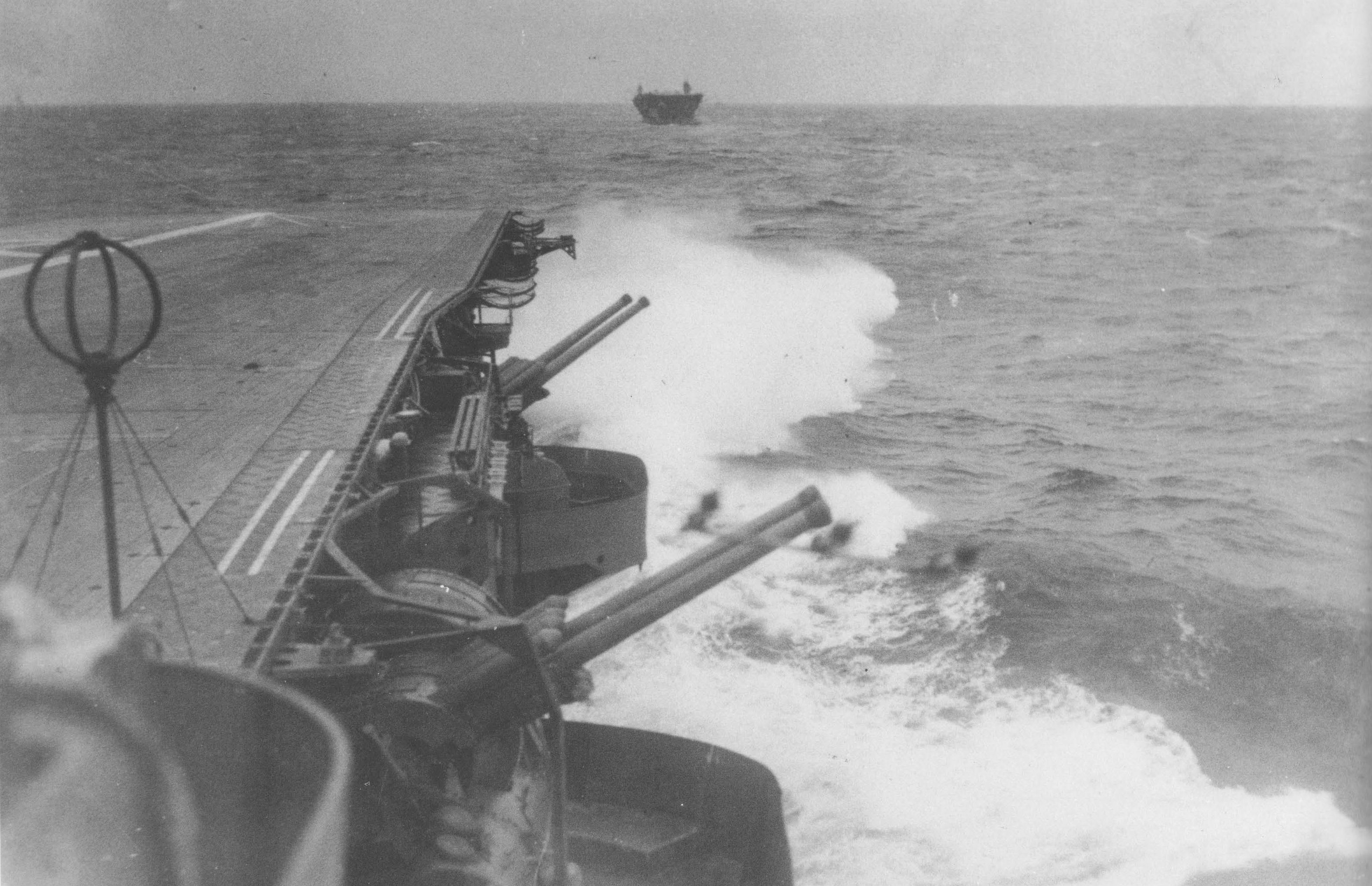
El Zuikaku creuant can al golf de Hitokappu, en Iturup, en novembre de 1941. Es pot observar el portaavions Kaga en el fons de la imatge.

En febrer de 1943, el Zuikaku va ser l'encarregat de donar suport a l'evacuació de les tropes terrestres japoneses de Guadalcanal. En maig, va ser assignat a la missió de contraatac a les Illes Aleutianes, degut a l'atac nord americà, però aquesta operació va ser cancel·lada després de la victòria Aliada en les Illes Attu en el 29 de maig de 1943. Més tard en 1943, sota el comandament del Capità Kikuchi Tomozo, el Zuikaku va ser estacionat en Truk, per a poder operar contra les forces americanes en les Illes Marshall.

### Batalla del Mar de les Filipines
En 1944, el Zuikaku estava amarrat en Singapur. En juny, va ser assignat a l'operació A-Go, un intent de contrarestar la invasió Aliada de les Illes Marianes. En el 19 de juny, en la batalla del Mar de les Filipines, el Taihō i el Shōkaku van ser enfonsats per submarins americans, deixant el Zuikaku com a unic supervivent de la Primera Divisió de Portaavions, el qual va recuperar els últims avions de la Divisió. El 20 de juny, un impacte d'una bomba va començar un foc en un hangar, però l'experiència de l'equip de control de danys del Zuikaku, va poder posar el fic sota control, i va poder escapar de la zona per si mateix. Després de la batalla, el Zuikaku va ser l'últim supervivent dels sis portaavions que van dur a terme l'atac de Pearl Harbor.

### Batalla del Cap Engaño

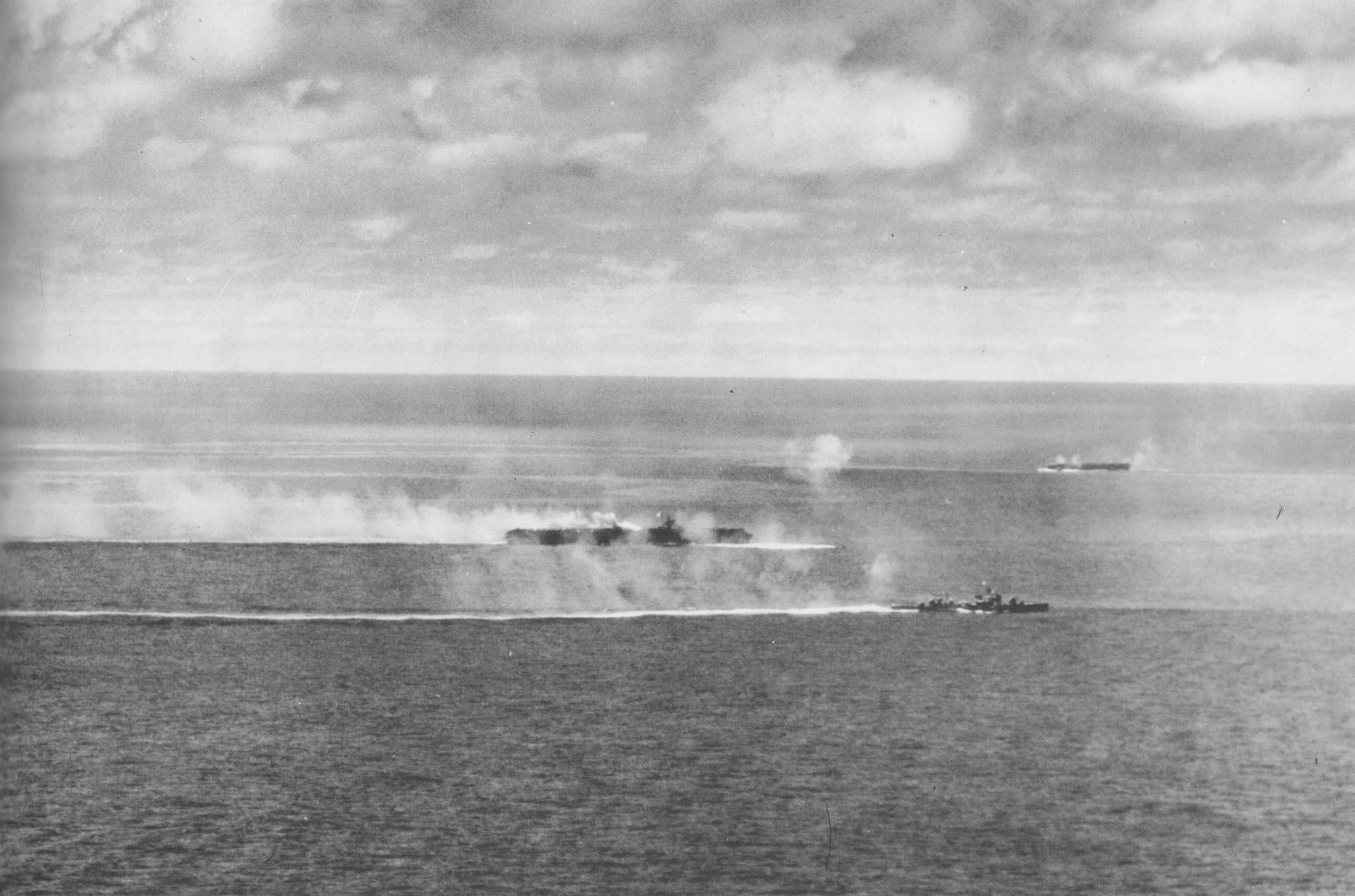
El Zuikaku i el destructor japonès Wakatsuki sota un atac aeri americà, basat en portaavions. Es pot observar el Zuihō es en el fons.

En octubre de 1944, el Zuikaku es va convertir en el vaixell insígnia de les forces de distracció de les Forces del nord de l'Almirall Jisaburo Ozawa en la Batalla del golf de Leyte (Operació Shō-Go 1), el contraatac japonès oposant-se a la invasió americana de Leyte (part de la Batalla de Leyte). En el 24 d'octubre, com a part de la Tercera Divisió de Portaavions, va llançar els seus avions junt amb els portaavions lleugers Zuihō, Chitose i el Chiyoda, en un atac contra la Tercera Flota Americana, el qual va ser un atac fallit. Alguns d'aquests avions van ser abatuts, i la gran majoria dels avions van retornar a l'aeròdrom de Luzon, en lloc dels seus portaavions (des d'on havien sigut llançats). A pesar d'això, alguns dels seus avions van dur a terme atacs kamikaze, el qual va ajudar a enfonsar el portaavions lleuger americà, USS Princeton (CVL-23); la majoria dels altres avions van ser enviats a altres portaavions i bases aèries terrestres, els quals, van acabar enfonsant el portaavions d'escorta USS St. Lo (CVE-63) durant la Batalla de Samar, on també van utilitzar les noves tècniques Kamikaze.
L'endemà, durant la Batalla del cap Engaño, el Zuikaku va llançar els seus últims avions per a dur a terme una missió de reconeixement de combat aeri, recerca o a reunir-se als avions de Luzon. Més tard, el Zuikaku va ser atacat per avions Aliats, sota els quals va rebre impactes directes de 7 torpedes i 9 bombes. Amb el Zuikaku en tan males condicions, Ozawa va decidir cambiar la bandera de vaixell insígnia al creuer lleuger Ōyodo.
L'ordre d'abandonar el Zuikaku va ser donada a les 13:58 i l'insignia de la Marina Imperial Japonesa va ser retirada del portaavions. El Zuikaku va girar sobre si mateix, deixant submergida la seva coberta; es va enfonsar la popa al principi a les 14:14, i en enfonsar-se, el portaavions va reclamar les vides del Contralmirall (que va rebre l'ascens a Capità 10 dies abans) Kaizuka Takeo i de 842 tripulants del vaixell; 862 tripulants (entre oficials i tropa) van ser rescatats pels Destructors Wakatsuki i Kuwa. El Zuikaku va ser l'últim supervivent dels portaavions japonesos que van atacar Pearl Harbor. El Zuikaku va ser l'únic portaavions de flota (al contrari que els portaavions lleugers) que va ser enfonsat per un atac aeri de torpedes, ja que la resta de portaavions del mateix nivell, van ser enfonsats per bombarders en picat o per atacs de torpedes per submarins.

## Galeria

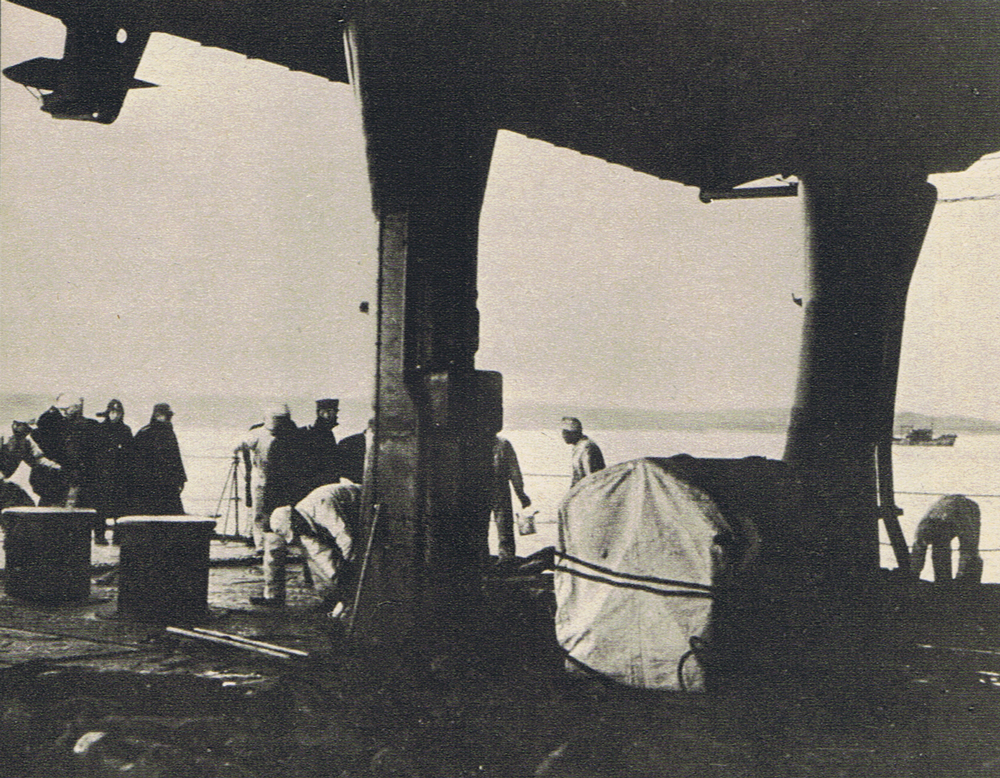
Mariners del Zuikaku llevant àncores del seu moll, 26 de novembre de 1941.
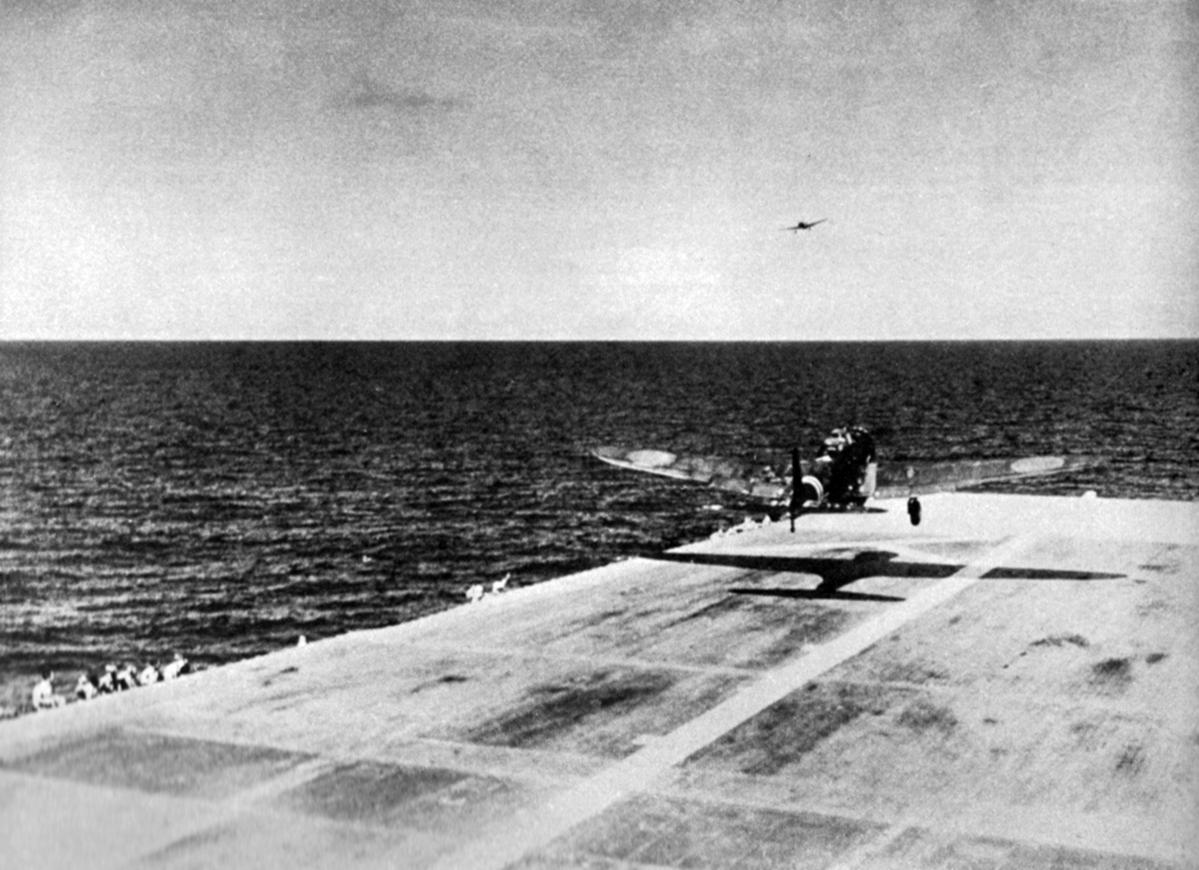
Un Nakajima B5N2 "Kate" enlairant-se del Zuikaku en direcció a Pearl Harbor per a dur a terme un atac sorpresa, 7 de desembre de 1941.
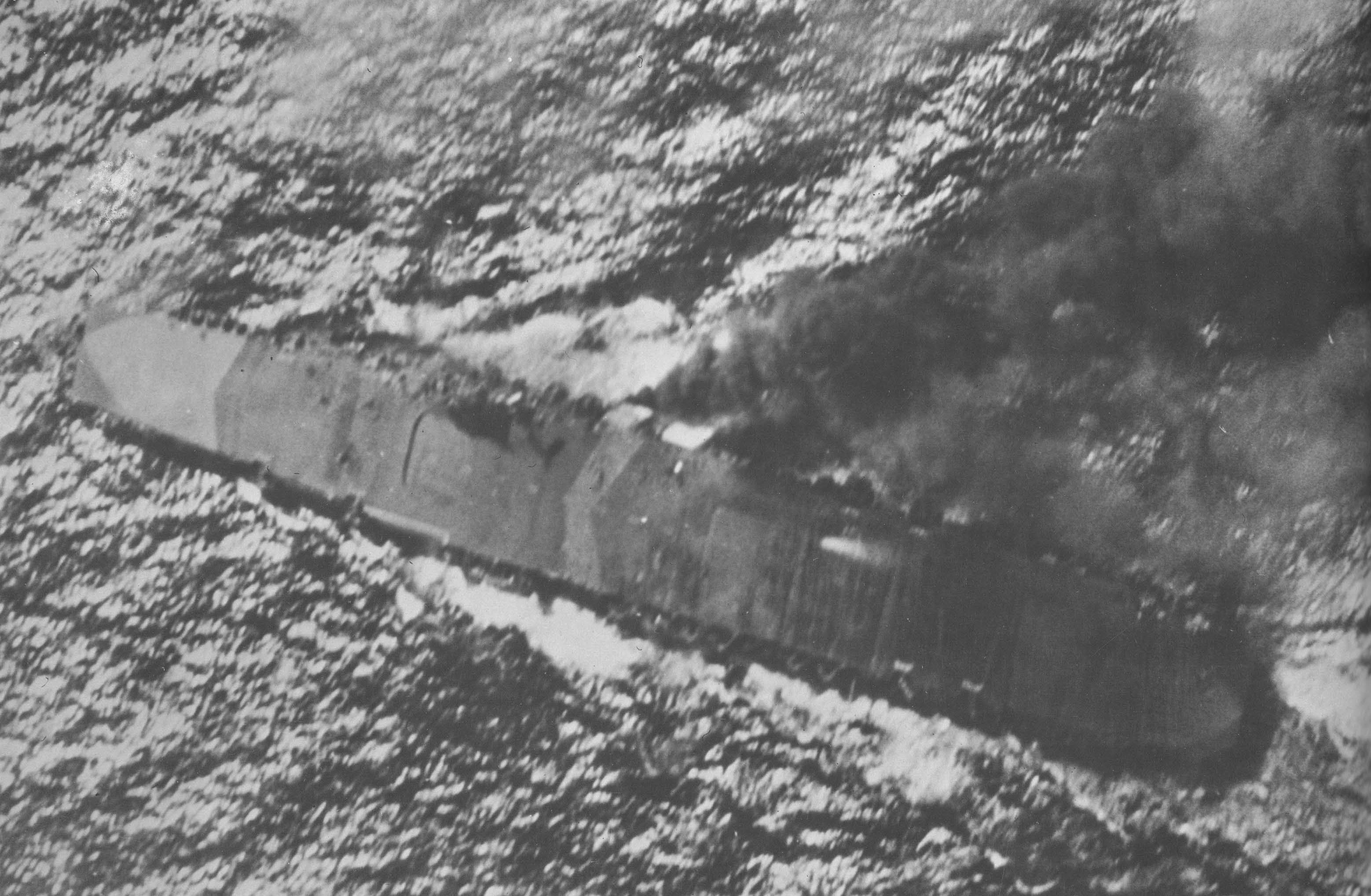
El Zuikaku durant la batalla del Cap d'Engaño, 25 d'octubre de 1944
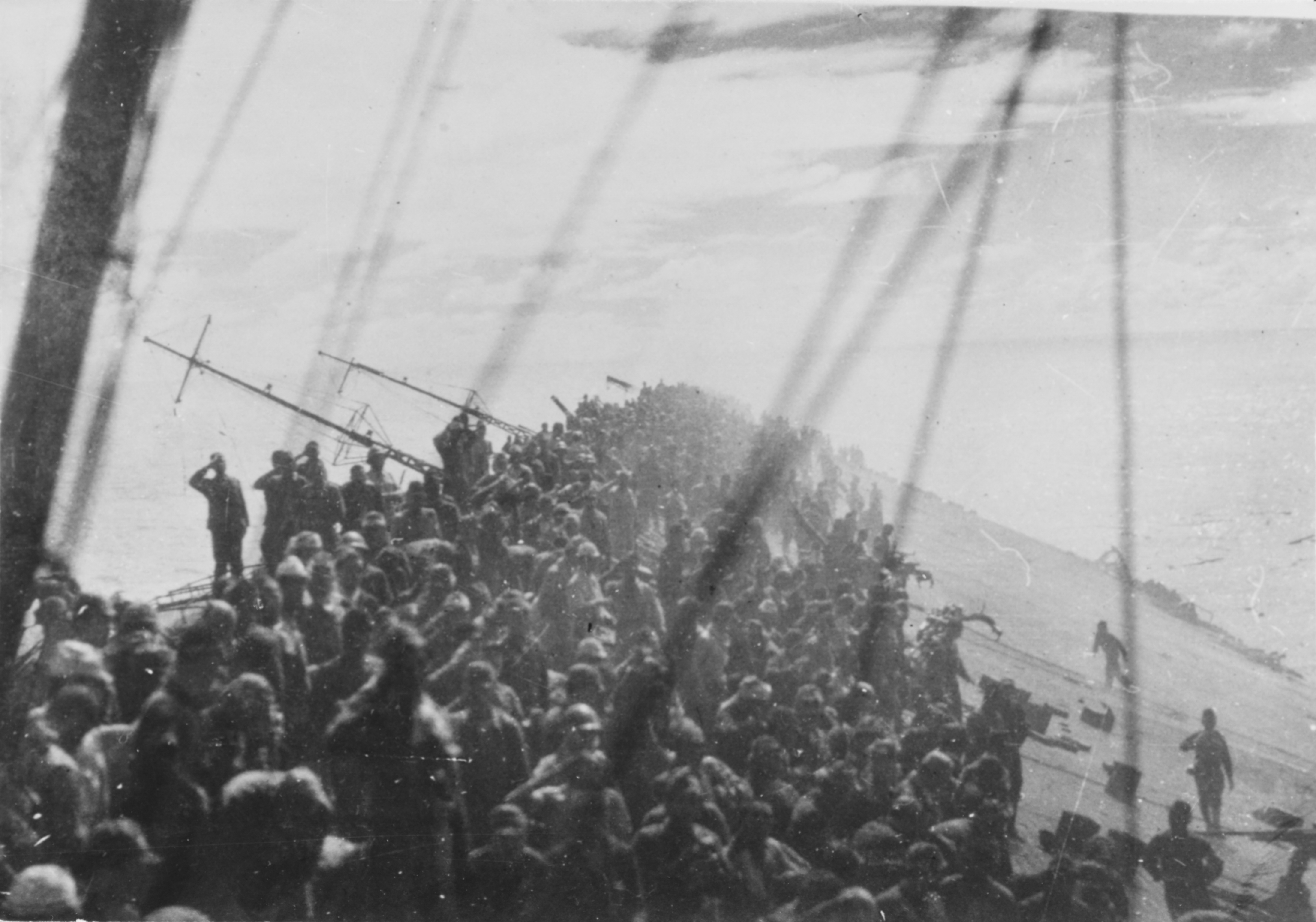
La tripulació del Zuikaku enfonsant-se, saluda la bandera mentre és retirada del portaavions el 25 d'octubre de 1944.